# Contratto di inserimento
Il contratto di inserimento era un contratto di lavoro subordinato a tempo determinato, "diretto a realizzare, mediante un progetto individuale di adattamento delle competenze professionali del lavoratore a un determinato contesto lavorativo, l'inserimento ovvero il reinserimento nel mercato del lavoro" (artt. da 54 a 59 del D.Lgs. n.276 del 2003), valorizzando l'acquisizione di concrete competenze professionali calibrate alle necessità del datore di lavoro nella prospettiva di una eventuale stabilizzazione del lavoratore mediante una successiva trasformazione del rapporto in contratto a tempo indeterminato (come specificato dalla Circolare del Ministero del lavoro e delle politiche sociali n.31/2004).
Il contratto di inserimento è stato abrogato dalla legge 92/2012.

## Descrizione
L'introduzione ad opera del D.Lgs. 276/2003 di questa forma contrattuale ha compensato la limitazione, ad opera dello stesso decreto, del Contratto di formazione e lavoro alle sole pubbliche amministrazioni.
La finalità del legislatore è quella di agevolare la difficile collocazione di soggetti inoccupati o disoccupati: giovani tra i 18 e 29 anni (da intendersi come 29 anni e 364 giorni), disoccupati di lunga durata di età compresa tra 29 e 32 anni, disoccupati con più di 50 anni di età, donne di qualsiasi età residenti in zone ad alto tasso di disoccupazione femminile, persone con grave handicap.
La durata può oscillare fra i 9 ed i 18 mesi, elevabili a 36 per portatori di handicap. Il contratto non è rinnovabile fra le stesse parti, ma può essere prorogato nel rispetto della durata massima complessiva.
Vige il divieto di stipulare tali contratti negli stessi casi nei quali è vietato il lavoro a termine, nonché qualora nei 18 mesi precedenti il datore di lavoro non abbia effettuato la trasformazione del 60% dei "contratti di inserimento" in contratti a tempo indeterminato. I contratti collettivi possono prevedere percentuali massime di contratti di inserimento rapportate all'organico dell'impresa.
Il datore di lavoro è fortemente incentivato alla conclusione di tali contratti, in quanto:
- gli è concesso inquadrare il lavoratore in una categoria fino a due livelli inferiore a quella corrispondente alla qualifica da conseguire;
- tali lavoratori sono esclusi dal computo dell'organico ai fini della soglia dimensionale necessaria per l'applicazione di alcune tutele legali e collettive;
- sono previste le medesime riduzioni contributive previste per il contratto di formazione e lavoro.